# Poecilochroa joreungensis
Poecilochroa joreungensis är en spindelart som beskrevs av Paik 1992. Poecilochroa joreungensis ingår i släktet Poecilochroa och familjen plattbuksspindlar. Inga underarter finns listade i Catalogue of Life.